# Laura Ester
Laura Ester (n. 20 ianuarie 1990, Barcelona, Catalonia, Spania) este o sportivă ce a reprezentat Spania, medaliată olimpică. A participat la 4 ediții ale Jocurilor Olimpice (2012, 2016, 2020, 2024) în care a câștigat două medalii de argint.